# Marie Ibañez
Pour les articles homonymes, voir Ibañez.

a Compétitions nationales et continentales officielles uniquement.

Marie Ibañez, née le 3 octobre 2002, est une joueuse française de rugby à XV évoluant au poste d'ailière.
Elle est championne de France en 2025 avec les Lionnes du Stade bordelais.

## Biographie
Née le 3 octobre 2002, Marie Ibañez pratique dans un premier temps la danse et le surf, ainsi que le ski en compétition.
Elle se dédie plus tardivement à la pratique du rugby à XV vers l'âge de 15 ans, formée au Rassemblement Côte Sud Landes,, licenciée au club du Capbreton Hossegor Rugby à partir de 2018 et évoluant au poste d'ailière.
En 2020, elle rejoint le Stade toulousain, en parallèle de ses études en STAPS. Elle fait ses débuts en équipe première en décembre 2021, lors de la saison 2021-2022 du championnat de France de 1re division,. Au terme de cette saison, le Stade toulousain remporte la Coupe de France, et est sacré champion de France en catégorie « réserves Élite ». Deux ans plus tard, elle remporte à nouveau la Coupe de France.
À l'intersaison 2024, elle quitte le Stade toulousain pour rejoindre le Stade bordelais, double champion de France en titre. Avec ce club le 31 mai 2025 elle remporte le Championnat de France.

## Famille
Marie est née de l'union de Raphaël et Sandra Ibañez, son père étant connu dans le domaine de rugby à XV en tant que joueur international français avant sa reconversion en tant que manager, notamment auprès de l'équipe de France.
Elle est issue d'une fratrie de quatre enfants, étant la sœur de Clara, Mateo et Julian,. Ses deux frères pratiquent le rugby à XV et ont également été formés dans les Landes, au sein de l'Union sportive dacquoise comme leur père, avant d'intégrer à tour de rôle l'équipe espoirs du Stade toulousain,.

## Palmarès
- Championnat de France :
  - Championne : 2025 avec le Stade bordelais
- Championnat de France « réserves Élite » :
  - Championne : 2022 avec le Stade toulousain.
- Coupe de France :
  - Vainqueure : 2022[note 2], 2024 avec le Stade toulousain.